# Сара Гамп (персонаж)
Сара или Сайрй Гамп е медицинска сестра от романа „Мартин Чъзълуит“ от Чарлз Дикенс, публикуван за първи път на части от 1843 до 1844 година.
Госпожа Гамп, както обикновено я наричат, е разпусната, небрежна и най-често пияна. Тя се превръща в прословут стереотип за необучените и некомпетентни медицински сестри от ранната викторианска епоха, преди реформите на реформатори като Флорънс Найтингейл.
Карикатурата е била популярна сред британската общественост. Дори вид чадър става известен като гамп, защото г-жа Гамп винаги носи чадър, който тя размахва със „специфична показност“.
Героят се базира на истинска медицинска сестра, описана пред Дикенс от неговата приятелка Анджела Бърдет-Коутс.

## Адаптации и други творби
- В одобрената от Дикенс сценична версия на Мартин Чъзълуит от 1844 г. представена в Театър Скала, известен още като Театъра на Кралицата, Сара Гамп е изиграна от актьора и комик Томас Мандърс.[3]

- Госпожа Гъмп се появява в серийната поредица Дикенсовите, където отначало кърми малката Нел в стария магазин на Любопитството, а по-късно се грижи за Силас Уег (от Нашия Взаимен Приятел), изигран от Полин Колинс.